# Pseudostegias otagoensis
Pseudostegias otagoensis là một loài chân đều trong họ Bopyridae. Loài này được Page miêu tả khoa học năm 1985.